# Dag Kleva
Dag Kleva, slovenski učitelj in pisatelj znanstvene fantastike, * 1965, Koper, Slovenija.
Po zaključeni gimnaziji v Kopru je neuspešno študiral več naravoslovnih in družboslovnih smeri, nato pa opravljal  različna manjša dela in se na koncu zaposlil kot učitelj.

## Dela
Znan je predvsem kot avtor več kratkih znanstvenofantastičnih zgodb, ki so bile objavljene v različnih publikacijah.
- »Kjer se cepi resničnost« (Blodnjak znanstvene fantastike, 1992)
- »Lažno iskanje, iskanje laži« (Blodnjak znanstvene fantastike, 1992)
- »Paradoks Inc.« (Blodnjak znanstvene fantastike, 1992)
- »Inštrukcije« (Blodnjak znanstvene fantastike 4, 2003)
- »Eli, Eli ...« (Blodnjak znanstvene fantastike 4, 2003)
- »Bljizgovo veliko maščevanje« (Blodnjak znanstvene fantastike 6, 2004)
- »Korektnost poslovanja« (e-Blodnjak 22)
- »Gdje se stvarnost grana« (v srbščini; Terra 5, 2008)

Je tudi pobudnik in organizator Konfuzije, slovenske konvencije ljubiteljev znanstvene fantastike, fantazije in hororja.